# Kljastitsy
Kljastitsy är en agropolis i Vitryssland i Rossonskij rajon på vägen mellan Polotsk och Sebezj.

## Historia
Under Napoleons invasion i Ryssland 1812 ägde ett tre dagar långt slag (31 juli-2 augusti) rum mellan den ryska armén under ledning av Peter Wittgenstein och den franska under Nicolas Charles Oudinots ledning, vilket slutade med rysk seger.